# Aeroportul Municipal Ashley
Aeroportul Municipal Ashley (IATA: ASY, ICAO: KASY, FAA LID: ASY) este un aeroport din Dakota de Nord, Statele Unite ale Americii ce deservește zona Ashley⁠(d). A fost numit după zona deservită.
Situat la o altitudine de 619 m, aeroportul dispune de 1 pistă.

## Infrastructură

### Piste
Aeroportul dispune de o singură pistă. Pista 14/32 are suprafața de asfalt și dimensiunile 4.300 picioare × 60 picioare. 